# Мозолевський Микола Миколайович
Микола Миколайович Мозолевський (19 грудня 1903, місто Бендери, тепер Молдова — 14 травня 1969, місто Кишинів, тепер Молдова) — молдавський радянський діяч, народний комісар (міністр) фінансів Молдавської РСР Член та голова Ревізійної комісії КП Молдавії в 1941—1958 роках. Депутат Верховної Ради Молдавської РСР 1-го скликання.

## Біографія
Народився в родині залізничника. Трудову діяльність розпочав у шістнадцятирічному віці, працював ремонтним робітником, вантажником на залізниці.
З 1925 до 1928 року служив у Червоній армії.
Член ВКП(б) з 1926 року. Освіта середня.
З 1928 року — на радянській роботі в Молдавській АРСР: завідувач районного фінансового відділу.
У 1937—1938 роках — голова виконавчого комітету Ананьївської районної ради Молдавської АРСР.
У 1938 — серпні 1940 року — народний комісар фінансів Молдавської АРСР.
У серпні 1940 — липні 1941 року — народний комісар фінансів Молдавської РСР.
Під час німецько-радянської війни перебував в евакуації.
У 1944—1946 роках — народний комісар (у 1946 році — міністр) фінансів Молдавської РСР.
У 1946—1959 роках — заступник голови Держплану Молдавської РСР; заступник міністра легкої промисловості Молдавської РСР; завідувач відділу легкої промисловості виконавчого комітету Кишинівської міської ради депутатів трудящих Молдавської РСР.
З 1959 року — персональний пенсіонер у Кишиневі.
Помер 14 травня 1969 року в Кишиневі.

## Нагороди
- орден Трудового Червоного Прапора
- медаль «За доблесну працю у Великій Вітчизняній війні 1941—1945 рр.» (1945)
- медалі